# Thygater xanthopyga
Thygater xanthopyga är en biart som beskrevs av Urban 1967. Thygater xanthopyga ingår i släktet Thygater och familjen långtungebin. Inga underarter finns listade i Catalogue of Life.